# Hylaeus asininus
Hylaeus asininus är en biart som först beskrevs av Cockerell och Casad 1895.  Hylaeus asininus ingår i släktet citronbin, och familjen korttungebin. Inga underarter finns listade i Catalogue of Life.